# 5041 Theotes
5041 Theotes è un asteroide troiano di Giove del campo greco. Scoperto nel 1973, presenta un'orbita caratterizzata da un semiasse maggiore pari a 5,1828331 UA e da un'eccentricità di 0,0358907, inclinata di 10,58605° rispetto all'eclittica.
L'asteroide è dedicato a Teote, araldo greco durante la guerra di Troia.